# Col de Herrenfluh
Le col de Herrenfluh est un col du massif des Vosges, situé dans le Haut-Rhin, qui est un point de passage de la route des Crêtes (D 431). Il relie Uffholtz à Wattwiller mais l'accès depuis cette commune se fait également par le versant sud-ouest du col, par la D 431 via la D 51.2. Le versant nord-est se trouve dans la descente du col du Silberloch.

## Géographie
Situé à l'altitude de 837 m, le col relie la vallée de l'Egelbach (côté Uffholtz) à la vallée de la Fluhbaechle (côté Wattwiller).
Le col de Herrenfluh est bordé d'une forêt composée majoritairement de feuillus avec une légère présence de conifères[réf. souhaitée]. 

## Histoire

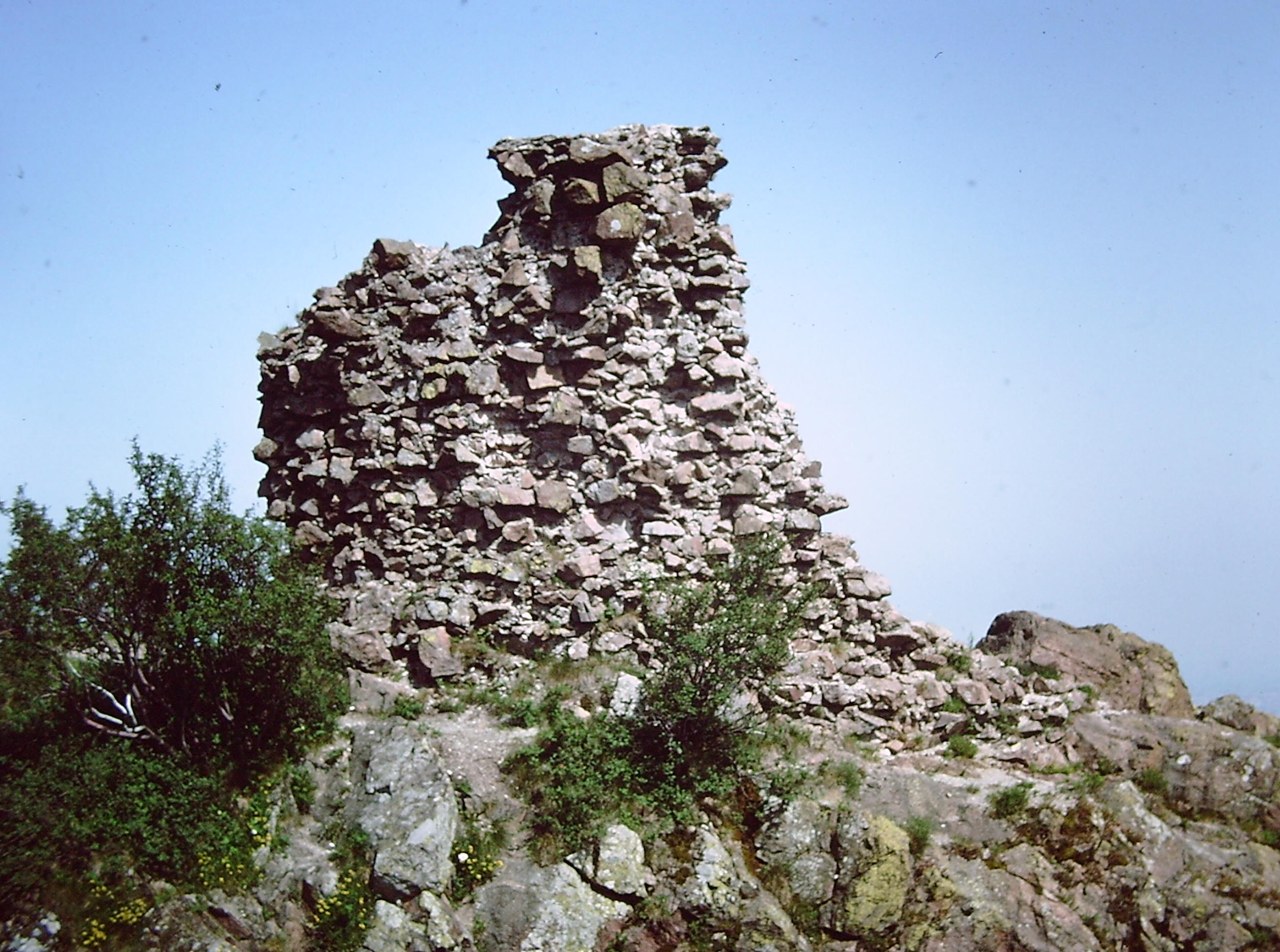
Restes du donjon et du château du Herrenfluh.

Le château du Herrenfluh, dont il reste quelques vestiges, se situe à 100 mètres. Il a appartenu au comte de Ferrette qui dirigeait Cernay à cette époque.
Le col du Henrenfluh a fait partie de la guerre des tranchées pendant la Première Guerre mondiale. Des vestiges sont présents à 20 mètres du parking dans la forêt. Les troupes ayant occupé le col lors de la majeure partie de la guerre sont les troupes allemandes. Elles se sont servies du château comme poste d'observation. À la fin de cette guerre ayant duré près de 2 ans, il n'y avait plus aucun arbre, plus aucune biodiversité sur tout le col.

## Protection environnementale
- Parc naturel du ballon des Vosges.
- Zone de protection pour les oiseaux (site Natura 2000 pour la directive oiseaux)[1].
- Zone naturelle d’intérêts écologique, faunistique et floristique de type I (« chênaies et affleurements rocheux du Herrenfluh et environs »).
- Zone naturelle d’intérêts écologique, faunistique et floristique de type II (« hautes Vosges haut-rhinoises »).